# Джон Дітлев-Сімонсен
Джон Дітлев-Сімонсен (норв. John Ditlev-Simonsen, 18 жовтня 1898 — 10 січня 2001) — норвезький спортсмен.
Срібний призер Олімпійських Ігор 1936 року в класі 8 метрів.